# Kimberly Po
Kimberly Po-Messerli, nata Kimberly Po (Los Angeles, 20 ottobre 1971), è un'ex tennista statunitense.

## Carriera
A livello giovanile ha vinto le edizioni 1987 e 1988 degli US Open nel doppio ragazze, entrambe insieme a Meredith McGrath.
Ha fatto il suo esordio tra le professioniste nel 1991 e in carriera è riuscita a vincere cinque titoli WTA nel doppio. Non ha invece vinto nessun titolo in singolare, nonostante sia anche stata per un periodo quattordicesima nel ranking.
Nei tornei dello Slam ha raggiunto tre finali, la prima agli US Open 1999 nel doppio misto con Donald Johnson, uscendone sconfitta. I due si sono ripresentati insieme alla finale del doppio misto di Wimbledon 2000 riuscendo a sconfiggere i fidanzati Kim Clijsters e Lleyton Hewitt. L'ultima finale da lei raggiunta nel doppio femminile è stata quella degli US Open 2001 insieme a Nathalie Tauziat, ma senza la conquista del titolo.
In Fed Cup ha giocato e vinto due match con la squadra statunitense.
Si è ritirata nel 2002, un anno dopo il suo matrimonio, che dura tuttora. Oggi è conosciuta anche come Kimberly Po-Messerli.

## Curiosità
- Kimberly Po è stata la prima tennista che Monica Seles ha affrontato in campo dopo la lunga inattività dovuta all'aggressione che aveva subito da Gunther Parche ad Amburgo nel 1993. Il torneo era il Canadian Open, vinto poi proprio dalla Seles.

## Statistiche

### Doppio

#### Vittorie (5)
| Legenda: Prima del 2009 | Legenda: Dal 2009     |
| ----------------------- | --------------------- |
| Grande Slam (0)         |                       |
| Ori Olimpici (0)        |                       |
| WTA Championships (0)   |                       |
| Tier I (1)              | Premier Mandatory (0) |
| Tier II (1)             | Premier 5 (0)         |
| Tier III (3)            | Premier (0)           |
| Tier IV & V (0)         | International (0)     |

| No. | Data              | Torneo                                       | Superficie  | Compagna         | Avversarie in finale                | Punteggio        |
| 1.  | 21 settembre 1998 | Bell Challenge, Québec                       | Cemento (i) | Lori McNeil      | Chanda Rubin Sandrine Testud        | 6(3)–7, 7-5, 6-4 |
| 2.  | 18 aprile 1999    | Japan Open Tennis Championships, Tokyo       | Cemento     | Corina Morariu   | Kerry-Anne Guse Catherine Barclay   | 6-3, 6-2         |
| 3.  | 27 febbraio 2000  | RMK Championships, Oklahoma City             | Cemento (i) | Corina Morariu   | Tamarine Tanasugarn Olena Tatarkova | 6-4, 4-6, 6-2    |
| 4.  | 6 agosto 2001     | LA Women's Tennis Championships, Los Angeles | Cemento     | Nathalie Tauziat | Nicole Arendt Caroline Vis          | 6–3, 7–5         |
| 5.  | 19 agosto 2001    | Canada Masters, Toronto                      | Cemento     | Nicole Pratt     | Tina Križan Katarina Srebotnik      | 6–3, 6-1         |

## Vittorie contro giocatrici Top 10
| Stagione | 1996 | 1997 | 1998 | Totale |
| Vittorie | 4    | 2    | 1    | 7      |

| #    | Giocatrice         | Ranking | Evento                                      | Superficie  | Turno | Punteggio     | Rank. KPR |
| ---- | ------------------ | ------- | ------------------------------------------- | ----------- | ----- | ------------- | --------- |
| 1996 |                    |         |                                             |             |       |               |           |
| 1.   | Anke Huber (1)     | 5       | du Maurier Open, Montréal                   | Cemento     | 2T    | 6-4, 6-4      | 90        |
| 2.   | Mary Joe Fernández | 8       | du Maurier Open, Montréal                   | Cemento     | QF    | 6-2, 6-3      | 90        |
| 3.   | Kimiko Date        | 6       | US Open, New York                           | Cemento     | 1T    | 6-2, 7-5      | 53        |
| 4.   | Mary Pierce        | 10      | Nichirei International Championships, Tokyo | Cemento     | QF    | 7-5, 6-4      | 41        |
| 1997 |                    |         |                                             |             |       |               |           |
| 5.   | Lindsay Davenport  | 9       | Australian Open, Melbourne                  | Cemento     | 4T    | 7-6(13), 6-4  | 23        |
| 6.   | Anke Huber (2)     | 8       | Open di Francia, Parigi                     | Terra rossa | 1T    | 6-3, 4-6, 6-3 | 16        |
| 1998 |                    |         |                                             |             |       |               |           |
| 7.   | Amanda Coetzer     | 8       | Heineken Trophy, 's-Hertogenbosch           | Erba        | 2T    | 6-4, 6-2      | 61        |